# Ҽ
Ҽ (kleingeschrieben ҽ) ist ein Buchstabe des kyrillischen Alphabets und wird in der abchasischen Sprache genutzt. Ausgesprochen wird das Ҽ als stimmloser retroflexer Affrikat, in Lautschrift /ʈ͡ʂ/, also eine Verschmelzung eines Plosivs mit einem stimmlosen retroflexen Frikativ. Dazu gibt es im Deutschen keinen korrespondierenden Laut.
Der Buchstabe weist ein Ogonek auf. 
Als Transliteration wurden ⟨c̆⟩ (ISO 9), ⟨č⟩ (Kohanimeandmebaas (KNAB)), ⟨ćh⟩ (ALA-LC) oder ⟨č⟩ (TITUS) vorgeschlagen.

## Zeichenkodierung
| Standard  | Standard    | Majuskel Ҽ                            | Minuskel ҽ                          |
| --------- | ----------- | ------------------------------------- | ----------------------------------- |
| Unicode   | Codepoint   | U+04BC                                | U+04BD                              |
| Unicode   | Name        | CYRILLIC CAPITAL LETTER ABKHASIAN CHE | CYRILLIC SMALL LETTER ABKHASIAN CHE |
| UTF-8     | UTF-8       | D2 BC                                 | D2 BD                               |
| XML/XHTML | dezimal     | &#1212;                               | &#1213;                             |
| XML/XHTML | hexadezimal | &#x04BC;                              | &#x04BD;                            |